# Jean-François Calot

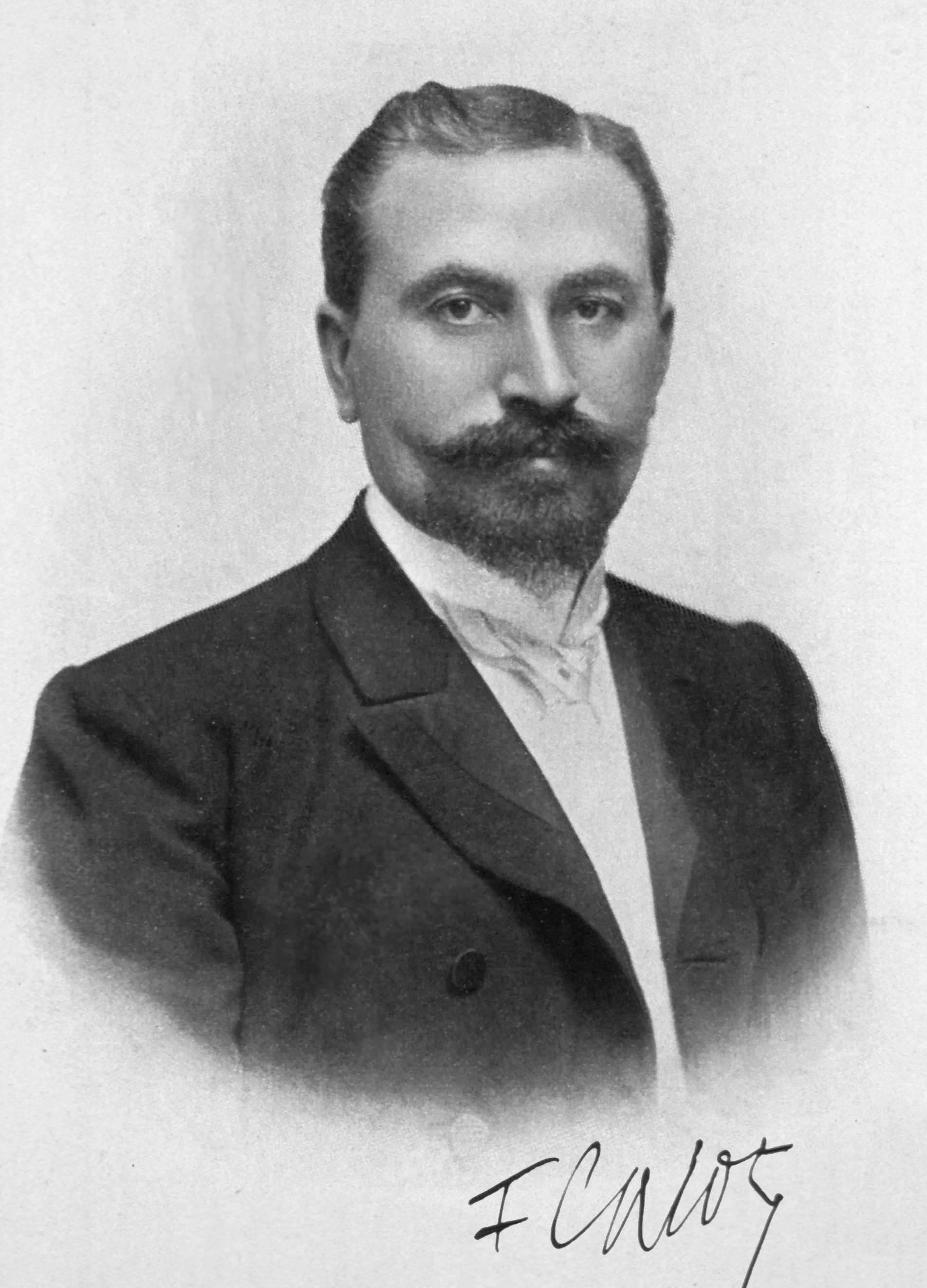
Jean-François Calot

Jean-François Calot (* 17. Mai 1861 in Arrens; † 1. März 1944 auf Château de Miramont, Adast, Département Hautes-Pyrénées, Frankreich), kurz auch F. Calot, war ein französischer Orthopäde. Er wirkte am Hôpital Rotschild und am Hôpital Cazin-Perrochaud in Berck und gründete dort das heute nach im benannte Orthopädische Institut.
Bekannt war er für seine Veröffentlichungen zur Behandlung der osteo-artikulären Tuberkulose (Morbus Pott), für welche er eine konservative Behandlung mit wiederholter Punktion zur Entleerung des Abszesses und Ruhigstellung empfahl. Er beschrieb als erster das nach ihm benannte Calot-Dreieck, eine anatomische Orientierungsmarke im Bereich der Leber. Er befasste sich auch mit der Hüftdysplasie. 1916 verfasste er ein Lehrbuch der Kriegsorthopädie und Physiotherapie. Für seine Verdienste um die Behandlung Kriegsverletzter wurde er 1921 zum Offizier der Ehrenlegion ernannt.